# Georges Duseigneur
Pour les articles homonymes, voir Duseigneur.
Georges Duseigneur (1841-1906) est un peintre et graveur aquafortiste français.

## Biographie

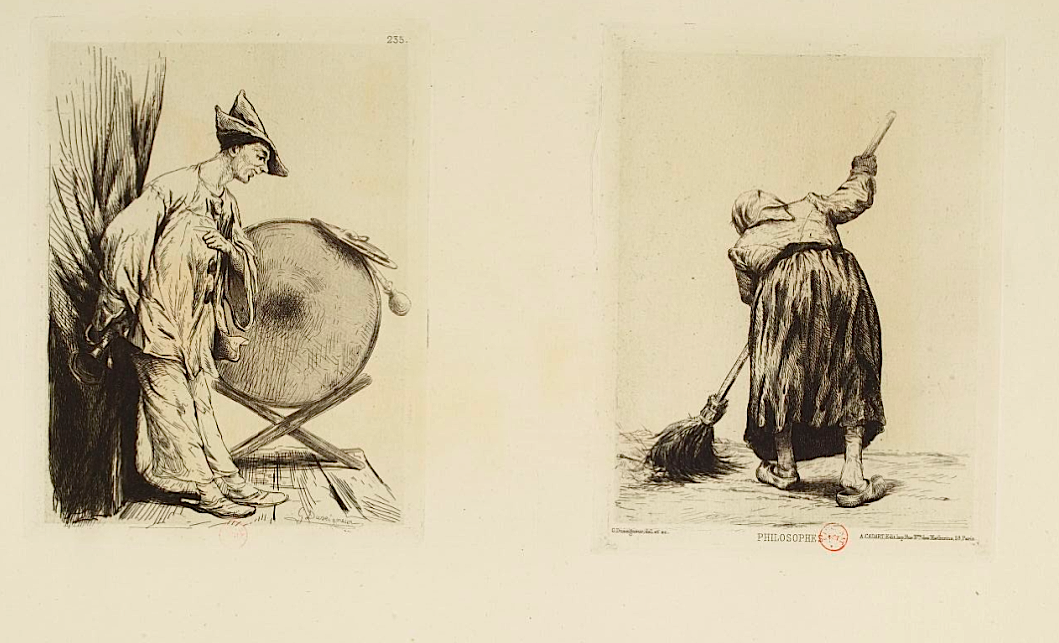
Philosophes !, eau-forte de 1874 (fonds BNF).

Né à Lyon le 6 décembre 1841, Louis Didier Georges Duseigneur est le fils d'Édouard Duseigneur (1814-1874) et de Louise Kléber (1821-1887), issue de la famille papetière de Rives-sur-Fures, la fabrique Blanchet Frères et Kléber. Son père, frère du photographe Paul Duseigneur, fut élève du caricaturiste Rodolphe Töpffer puis il se consacra à l’étude du ver à soie pendant vingt ans. Il a un frère, Raoul Duseigneur (1846-1916), qui fut le compagnon de la mécène Marie-Louise Arconati-Visconti. Georges entre en 1859 à l'école des beaux-arts de Lyon et suit les cours de deux prestigieux graveurs Jean-Baptiste Danguin et Victor Vibert. 
Il monte à Paris en 1861 et complète son enseignement de la peinture auprès de Charles Gleyre et Adolphe Yvon. Il expose à partir de 1865 à Paris, et 1867 à Lyon et Paris, où il habite rue des Écoles. Il accomplit entretemps le voyage en Orient, principalement en Égypte, d'où il rapporte une série de pièces, qui figure des types urbains sensibles, des habitants du Caire, etc., loin des représentations habituelles du genre. Il y croise Émile Guimet.
Il devient membre de la Société des aquafortistes, qui le publie dans L'Illustration nouvelle ; il reste très attaché à sa ville natale comme en témoignent deux eaux-fortes — la technique qu'il affectionne – de cette époque, Dans la rue, Lyon (I et II, 1865),. Il se consacre à la représentation des habitants de cette ville, plutôt d'origine modeste, des petits métiers, des enfants des rues, des saltimbanques... Alfred Cadart, séduit, publie en 1874 un album réunissant douze pièces de ses scènes de genre, qui s'inscrivent dans la tradition d'un Paul Gavarni. Du spectacle de la guerre de 1870 dans la capitale, Duseigneur extrait une série de portraits de soldats.
Semblant abandonner la pratique de la gravure, Georges Duseigneur se consacre plus à la peinture et devient à partir de 1880 un marchand d'art du côté de Lyon. Il illustre par ailleurs quelques ouvrages avec des bois gravés, dont celui de Gustave Bénédit, Chichois, la police correctionnelle, pour le compte de la Société des amis des arts de Marseille. Dans les années 1875-1885, il fonde une sorte de cénacle à Lyon, rue Malesherbes où il réside, réunissant des écrivains, des artistes et des amateurs d’art, dont Émile Guimet, son frère Raoul et Marie-Louise Arconati-Visconti.
Il meurt le 8 mai 1906 à Paris et est enterré à Rives (Isère).

## Conservation
Le musée de Moulins possède de lui une toile, Signal dans le désert, représentant un homme sur un dromadaire.